# Koszelówka (Płock)
Pour les articles homonymes, voir Koszelówka.
Koszelówka (prononciation : [kɔʂɛˈlufka]) est un village polonais de la gmina de Łąck dans le powiat de Płock de la voïvodie de Mazovie dans le centre-est de la Pologne.
Il se situe à environ 8 kilomètres au sud-est de Łąck (siège de la gmina), 13 kilomètres au sud de Płock (siège du powiat) et à 91 kilomètres à l'ouest de Varsovie (capitale de la Pologne).

## Histoire
De 1975 à 1998, le village appartenait administrativement à la voïvodie de Płock.